# Distretto di Chengyang
Il distretto di Chengyang (城阳区S, Chéngyáng QūP) è un distretto della Cina, situato nella provincia dello Shandong e amministrato dalla prefettura di Tsingtao.